# Dendropemon pauciflorus
Dendropemon pauciflorus är en tvåhjärtbladig växtart som först beskrevs av Olof Swartz, och fick sitt nu gällande namn av Van Tiegh.. Dendropemon pauciflorus ingår i släktet Dendropemon och familjen Loranthaceae. Inga underarter finns listade i Catalogue of Life.